# Milutin Obradović (slikar)
Milutin Obradović (Bijelo Polje, 1979) je umetnik.

## Biografija
Rođen je 8. jula 1979. godine u Bijelom Polju. Završio je srednju likovnu školu "Petar Lubarda", nakon čega je upisao Fakultet likovnih umjetnosti na Cetinju u klasi profesora S. Karaila. Diplomirao je 2002. godine. Do sada je imao preko deset samostalnih i više kolektivnih izložbi.O njegovom stvaralaštvu pisao je poznati američki časopis "Wall Street International". Nominovan je za “Palm Art Award” 2016 u Lajpcigu.

## Samostalne izložbe
| Godina | Mesto        | Lokacija izložbe                    |
| ------ | ------------ | ----------------------------------- |
| 2002   | Petrovac     | Galerija Marko Gregović             |
| 2007   | Budva        | Moderna galerija                    |
| 2008   | Šabac        | Galerija Vera Blagojević            |
| 2014   | Bečići       | Galerija hotela Queen of Montenegro |
| 2014   | Bijelo Polje | Galerija Centra za kulturu          |
| 2015   | Kotor        | Gradska galerija                    |
| 2016   | Budva        | Grad teatar Budva                   |
| 2016   | Novi Sad     | Mali likovni salon                  |
| 2016   | Beograd      | Galerija Singidunum                 |
| 2016   | Perast       | Muzej grada Perasta                 |
| 2016   | Tivat        | Galerija ljetnikovca "Buca"         |
| 2018   | Bar          | Galerija "Velimir A Leković"        |

## Spoljašnje veze
- Zvanični veb-sajt
- Izložba Milutina Obradovića u Somboru („Politika”, 15. decembar 2022)